# Ланц
Ланц (на немски: Lanz) е село в северна Германия, част от окръг Пригниц на провинция Бранденбург. Населението му е около 732 души (2019).
Разположено е на 22 метра надморска височина в Централната Северногерманска равнина, на десния бряг на река Елба и на 64 километра южно от Шверин. Селището се споменава за пръв път през 1325 година, а след Втората световна война попада в граничната зона на Източна Германия и част от населението му е принудително изселена от комунистическия режим.

## Известни личности
Родени в Ланц
- Фридрих Лудвиг Ян (1778-1852), общественик